# Pavillon des Passions humaines
Le pavillon des Passions humaines, également appelé le pavillon Horta-Lambeaux, est un bâtiment de style néo-classique édifié par l'architecte Victor Horta dans le parc du Cinquantenaire à Bruxelles en Belgique. Il est géré par les Musées royaux d'Art et d'Histoire de Belgique.
Bien que d'apparence classique, le bâtiment montre les prémices Art Nouveau du jeune Victor Horta. Destiné à exposer en permanence le large relief en marbre Les Passions humaines de Jef Lambeaux, le pavillon a presque toujours été fermé depuis son achèvement.

## Historique

### Commande, conception et construction

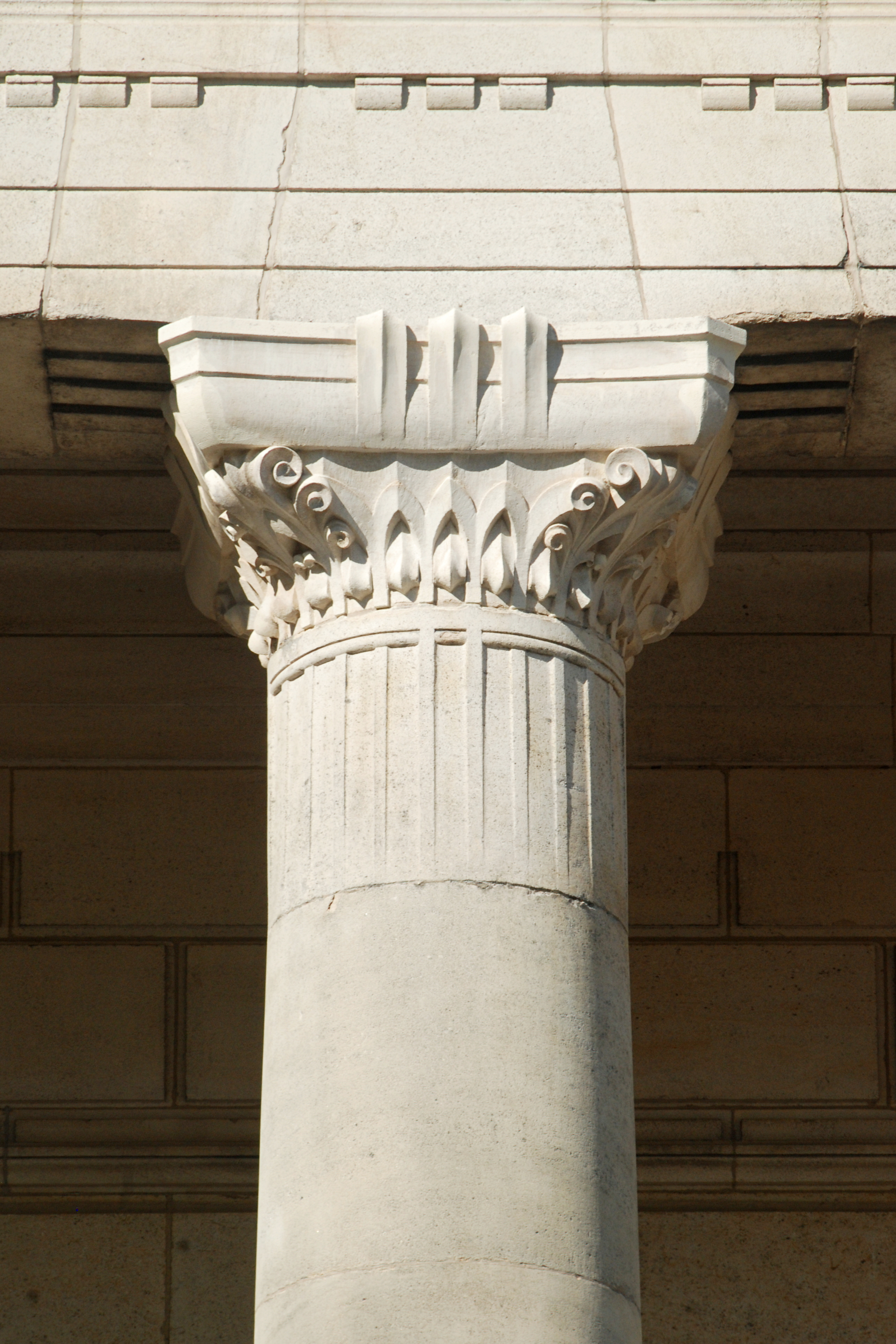
Colonne et chapiteau.

Le bâtiment, qui constitue la première commande publique de Victor Horta, est conçu par ce dernier en 1890 et bâti de 1891 à 1897 pour abriter la sculpture monumentale Les Passions humaines du sculpteur Jef Lambeaux, sculpture achevée en 1898.
En 1889, sur la recommandation de son professeur Alphonse Balat,, architecte préféré du roi Léopold II, Victor Horta est chargé — pour un salaire de 100 000 francs — de dessiner un pavillon qui abritera la sculpture de Jef Lambeaux Les Passions humaines. 
Le petit temple d'aspect classique annonçait déjà la touche Art nouveau associée à l'architecte. Bien que fidèle au vocabulaire formel de l'architecture classique, Horta entreprit déjà d'incorporer tous les éléments du nouveau style. Au premier regard, le bâtiment ressemble à un temple classique, bien qu'il n'y ait pas une seule ligne droite dans son architecture. Tous les détails classiques sont revisités et réinterprétés. Horta réussit à créer une interprétation presque « organique » d'un temple classique, sans abolir toutes les références au style historique. Légèrement courbés comme le tronc d'un arbre, les murs semblent avoir surgi de terre.
Le bâtiment a eu une histoire mouvementée. Le petit temple néo-classique était prévu à l'origine pour l'Exposition internationale de Bruxelles de 1897, dont il est un des rares vestiges.
Bien qu'achevé à temps pour l'événement, la collaboration entre l'architecte et le sculpteur mena rapidement à une dispute irréconciliable reportant l'ouverture officielle jusqu'en 1899. Au début, Horta dessina la façade du pavillon grande ouverte, servant d'abri lors des jours de pluie — sans le mur et la porte en bronze derrière les colonnades — ainsi le relief serait-il toujours visible par les promeneurs. Mais Lambeaux voulait un mur derrière les colonnes. La dispute resta non résolue pendant des années : le 1er octobre 1899, jour de l'inauguration, le temple était ouvert, le relief étant visible depuis le parc. Sous la pression de l'opinion publique et des autorités, Horta dut changer ses plans et fermer le temple avec une barricade en bois, trois jours seulement après l'inauguration.
Le bâtiment est profondément modifié en 1909-1910 selon des plans établis par Horta en 1906 : d'un plan carré avec façade principale ouverte par des colonnes, il passe à un plan rectangulaire dans lequel l'ancienne façade est remplacée par un mur, les colonnes étant avancées pour former un pronaos.
Lambeaux ne connut jamais le temple tel qu'il est aujourd'hui. En effet, ce n'est qu'après le décès du sculpteur qu'Horta accéda à ses désirs en construisant le mur qui fermerait le temple et cacherait le bas-relief pour ne laisser comme lumière que celle venant de la verrière.

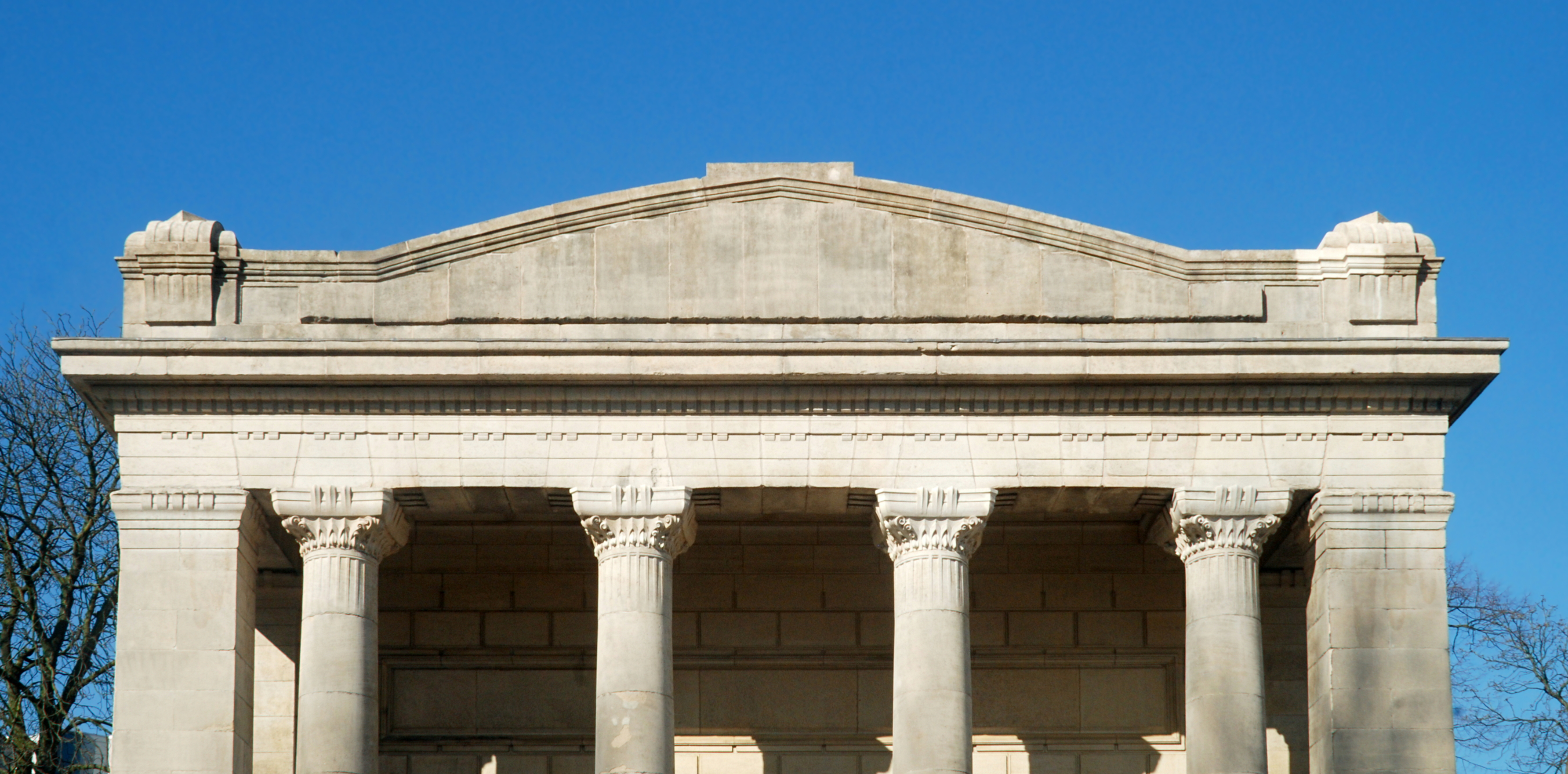
Le fronton du temple.

### Don à l'Arabie saoudite
Deux ans après avoir été classés par arrêté royal du 18 novembre 1976, le pavillon et l'œuvre de Lambeaux sont offerts en 1978 par le roi Baudouin au roi Khaled d'Arabie Saoudite, la donation étant officialisée par un arrêté royal du 12 septembre 1979.
Par ce don, l'État belge cède le bâtiment au Centre islamique et culturel de Belgique, établi juste à côté dans la Grande Mosquée de Bruxelles, pour y installer un musée d'art islamique. Cette nouvelle affectation implique une transformation de l'édifice, ainsi que l'enlèvement du relief de Jef Lambeaux. Le démontage du relief, entamé sans permis en 1980, est arrêté à la suite d'une plainte de la Commission royale des monuments et des sites de Belgique : différentes pistes, allant jusqu'au déplacement du temple, sont ensuite envisagées sans succès. Le projet de musée est alors abandonné et la gestion du bâtiment reprise par la Régie des Bâtiments de l'État belge.
Le gouvernement d'Arabie saoudite rend finalement le bâtiment aux Musées royaux d'Art et d'Histoire de Belgique.
Le pavillon reste fermé au public sauf pour des événements exceptionnels,, non par pudibonderie mais pas crainte de vandalisme. De 2002 à 2011, il fut visitable une ou deux heures par jour.

## Le relief desPassions humaines

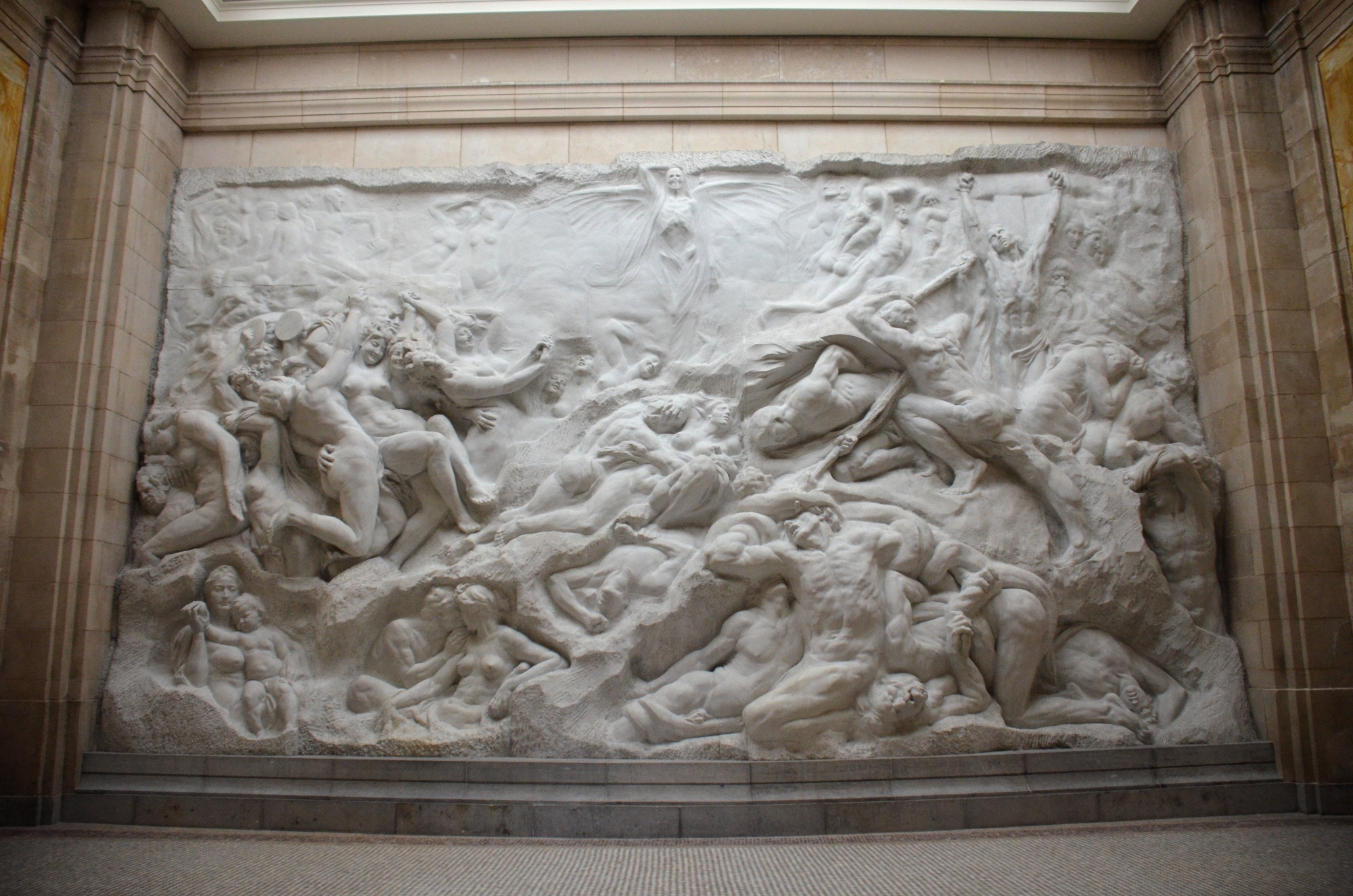
Relief des Passions humaines.

Le Pavillon Horta abrite l'œuvre monumentale du sculpteur Jef Lambeaux (1852-1908), le relief des Passions humaines. Le dessin sur papier ou « carton » est présenté au Salon triennal de Gand en 1889, créant immédiatement une longue émotion. Le journal L'Art moderne en 1890 décrit le travail comme « un amas de corps le plus nus possible et contorsionnés, des musculatures de lutteurs en délire, une absolue et inégalable puérilité de concept. C'est tout à la fois cahotique [sic] et vague, boursouflé et prétentieux, empathique et vide. [ … ] Et si au lieu de se payer pour 300 000 francs de « passions » le gouvernement achetait tout bonnement des œuvres d'art ? ».
Commandé en 1890 par le roi Léopold II pour 136 000 francs, le travail de 12 mètres sur 8 portait sur le thème du bonheur et des péchés de l'humanité dominée par la mort. Il dépeint aussi les passions négatives de l'humanité comme la guerre, le viol et le suicide.
Le relief fut très controversé dès la présentation du projet en 1886. Bien qu'enthousiastes au départ, les critiques d'art regrettent surtout le manque de cohésion du travail. Malgré la controverse, l'État belge acquit l'œuvre en 1890 pour l'installer au Cinquantenaire. 
Le 1er octobre 1899, le temple d'Horta était officiellement inauguré et l'œuvre révélée au public. La façon dévoilée dont Lambeaux dépeignait le nu féminin et masculin fut beaucoup commentée par la presse. Le relief montrant des nus désinhibés dans toutes les formes de plaisirs charnels causa scandale. La nudité n'était pas le seul problème : la représentation du Christ crucifié sous la mort outragea la Belgique conservatrice. Le bâtiment ouvert fut caché à la vue du public par une barricade de bois seulement trois jours après la première présentation publique. Finalement, le gouvernement répondit aux critiques en demandant à Horta, en 1906, de fermer l'avant du bâtiment avec des matériaux durables. La façade avant fut construite en 1909. Le bâtiment rouvrit finalement en 1910, sans ouverture officielle et resta inachevé.
L'État belge commanda une copie en plâtre du relief de Lambeaux pour le présenter sur différentes expositions internationales. La copie est aujourd'hui visible au musée des Beaux-Arts de Gand. Un fragment de l'œuvre remporta en 1900 une médaille d'honneur à l'Exposition universelle de Paris.

## Rénovation
Le pavillon était resté en souffrance pendant plus d'un siècle et nécessitait d'urgence des travaux de rénovation. En 2008, le gouvernement belge commença officiellement la procédure de sous-traitance des travaux de rénovation en publiant deux marchés publics gouvernementaux dans le Moniteur belge,. La restauration de l'œuvre de Jef Lambeaux devrait suivre. Les travaux de restauration en profondeur du pavillon ont commencé en mai 2013, financés par la Fondation Roi Baudouin, fonds Inbev Baillet Latour, et sont terminés depuis le 3 juillet 2015.

## Accessibilité
| ___ | Ce site est desservi par la station de métro : Schuman. |